# サノス
サノス（Thanos）は、マーベルコミックスが出版するコミック作品に登場するキャラクター、スーパーヴィラン。

## 概要
初登場は『アイアンマン』第55号（1973年2月）であり、ライター兼アーティストのジム・スターリンによって生み出された。ブロンズ・エイジにデビューしたこのキャラクターは40年以上にわたってマーベル作品に登場し、また個人シリーズも持った。コミック以外でもテレビアニメ、アーケード及びテレビゲーム、玩具、トレーディングカードで登場している。実写映画では2012年の『アベンジャーズ』の最後にカメオ出演し、続いて2014年の『ガーディアンズ・オブ・ギャラクシー』に登場した。IGNの歴代コミックヴィラン100では47位となっている。

## 起源
ライター兼アーティストのジム・スターリンは大学の心理学の授業中に初めてサノスを構想した。スターリンは以下のように説明している:
| 「 | 私は米軍に所属してコミックの仕事を得るあいだに大学に通っており、心理学の授業の際にサノス（中略）とドラックス・ザ・デストロイヤーを思いついた。マーベルで（編集の）ロイから『アイアンマン』の話を持ちかけられると私はこのずっと続く自信を持っておらず、このキャラクターを出す唯一のチャンスであると感じた。そこで彼らはそこに押し込まれた。サノスは非常に痩せたキャラクターであり、ロイが強化を提案したので、彼はオリジナルスケッチからかなり強化し、（中略）そして後に私は彼がどんどん大きくなる程彼を強化するのが好きだった。 | 」 |

スターリンはキャラクターがジャック・カービーのダークサイドから影響を受けていることを認めている:
| 「 | カービーはニューゴッズを作り出し、私は素晴らしいと思った。彼はその当時DCに居た。私はそれによって触発されたいくつかのものを考案した。あなたはサノスがダークサイドに触発されたと思っているだろうが、思いついたときはそうではなかった。私の最初のサノスの図面で誰かに似ているとするならば、それはメトロンだ。私はこれら全ての神々と私が望んだものの全てをサノスとタイタンズへと変えた。ロイはメトロンのような男を見て「強くしてくれ! もしもニューゴッズから1つ盗むなら、少なくとも最も良いものであるダークサイドから盗れ!」と述べた。 | 」 |

## 出版上の歴史
サノスは『アイアンマン』第55号（1973年2月）で初登場し、その後ストーリーが続く『キャプテン・マーベル』第25-33号（1973年3月 - 1974年1月）、『マーベル・フィーチャー』第12号（1973年11月）、『デアデビル』第107号（1974年1月）、『アベンジャーズ』第125号（1974年7月）にも登場した。続いて『ストレンジ・テイルズ』第178-181号（1975年2月 - 8月）、『ウォーロック』第9-11号（1975年10月 - 1976年1月）、『マーベル・チームアップ』第55号（1977年3月）、1977年の『アベンジャーズ』及び『Marvel Two-in-One』のストーリーラインで再登場した。他には『Logan's Run』第6号（1977年6月）やグラフィックノベル『Death of Captain Marvel』（1982年4月）にも小登場した。
サノスは『シルバーサーファー』第3期第34号（1990年2月）で再登場し、同誌第50号（1991年6月）までゲスト出演し、さらに『サノス・クエスト』第1-2号（1990年9月 - 10月）、『インフィニティ・ガントレット』第1-6号（1991年7月 - 12月）では主要キャラクターとなった。その後は『ウォーロック・アンド・ザ・インフィニティ・ウォッチ』第1-42号（1992年2月 - 1995年8月）で度々登場した。また同時期に『インフィニティ・ウォー』第1-6号（1992年6月 - 11月）、『インフィニティ・クルセイド』第1-6号（1993年6月 - 11月）、『シルバーサーファー』第3期第86-88号（1993年11月 - 1994年1月）、『ウォーロック・クロニクルズ』第6-8号、『ソー』第468-471号（1993年11月 - 1994年2月）、『シークレット・ディフェンダーズ』第11-14号（1994年1月 - 4月）、『コズミック・パワーズ』第1-6号（1994年3月 - 7月）、『コズミック・パワーズ・アンリミテッド』第1号（1995年5月）にも登場した。
サノスは『カイ・ザー』第2期第4-11号及び1997年のアニュアル誌、『X-マン』及び『ハルク』の1998年のアニュアル誌の連続ストーリーの後、『ソー』第2期第21-25号（2000年3月 - 7月）及び2000年のアニュアル誌に登場した。さらには『キャプテン・マーベル』第4期17-19号（2001年6月 - 8月）、『Avengers: Celestial Quest』第1-8号（2001年11月 - 2002年6月）、『インフィニティ・アビス』第1-6号（2002年8月 - 10月）に登場した。
2004年には個人シリーズ『サノス』が12号まで発売された。2006年にサノスは『アナイアレーション: シルバーサーファー』第1-4号（2006年6月 - 9月）、『アナイアレーション』第1-6号（2006年10月 - 2007年3月）で重要な役割を務めた。さらに『ガーディアンズ・オブ・ザ・ギャラクシー』第2期第24-25号（2010年4月 - 5月）、『ザ・サノス・インペラティブ: イグニッション』（2010年6月）、『ザ・サノス・インペラティブ』第1-6号（2010年7月 - 12月）でも再登場した。
キャラクターは2012年に『アベンジャーズ・アッセンブル』（2012年3月）で再登場した。同年8月にはジョー・キーティングによるミニシリーズ『Thanos: Son of Titan』の出版が予定されていたが、中止となった。
2013年8月より出版が始まったジェイソン・アーロンとサイモン・ビアンキによる全5号のミニシリーズ『サノス・ライジング』ではサノスのオリジン・ストーリーが拡大された。同年末にはミニシリーズ『インフィニティ』で重要な役割を果たした。
2014年5月にはジム・スターリンとロン・リムによるワンショット『サノス・アニュアル』が発売され、さらに8月にはオリジナルグラフィックノベル『Thanos: Infinity Revelation』が発売予定である。この他に2014年9月発売の『ニューアベンジャーズ』第2期第24号よりサノスの再登場が予定されている。

## キャラクターのバイオグラフィ
サノスは土星の衛星のタイタンでエターナルズのメンターとスイ・サンのあいだに生まれる。ディヴィアンツの遺伝子を持っており、普通のエターナルズとは異なる外見をしている。出産の際に母親は彼の殺害を試みていた。幼少時代は平和主義者であり、弟のエロスやペットたちと遊んでいた。思春期になるとサノスはニヒリズムと死に魅了され、最終的に死の概念の具現化存在であるミストレス・デスを崇拝し、愛するようになる。成人したサノスは家族を持つことで新しい人生を築こうとするが、ミストレス・デスと再会すると家族を殺害する。

### コズミック・キューブとソウル・ジェム
デスの気を引きたいサノスは悪の宇宙人の軍隊を結成し、タイタンへの核攻撃によって数百万の同族の虐殺を開始する。サノスはコズミック・キューブを求めて地球を訪れ、到着した際に彼の宇宙船を目撃した家族を乗っていた車ごと破壊した。車内の家族のうち2人はサノスに知られずに生き残っており、娘はサノスの父メンターによって発見されてスーパーヒロインのムーンドラゴンとして育ち、父親の精神はタイタンの宇宙的存在のクロノスによって保存されてドラックス・ザ・デストロイヤーに生まれ変わった。サノスはキューブを見つけ出し、そしてデスの気を引く。キューブの力によって全能の力を得るとサノスはキューブを捨てた。サノスはクロノスを捕らえ、クリー人のヒーローのキャプテン・マーベルを嘲ったが、最終的に彼とスーパーヒーローチームアベンジャーズとタイタンのスーパーコンピュータISAACによって倒され、キューブは破壊された。
サノスはその後、メイガスとその宗教帝国と戦うアダム・ウォーロックと共闘した。この共闘の間、サノスはデスと再会する計画を練り、ウォーロックのソウル・ジェムのエネルギーを抽出し、星を破壊できる兵器を作り上げるために他のインフィニティ・ジェムの力と合わせた。ウォーロックはアベンジャーズとキャプテン・マーベルに協力を依頼するが、計画はウォーロックがサノスに殺害されて破綻する。ヒーローたちはサノスによって捕らえられるが、スパイダーマンとシングによって助け出される。サノスは最後にはソウル・ジェムから出てきたウォーロックの精神によって石化される。サノスの精神はデスの領域で瀕死となっているキャプテン・マーベルを伴おうと再登場した。

### インフィニティ・サーガ
サノスはその後復活し、再度インフィニティ・ジェムを収集した。ジェムズを作ってインフィニティ・ガントレットを創ったサノスは多元宇宙規模の全知全能の存在となり、デスへの愛を証明するために全多元宇宙の生命体の半分を消滅させた。この事件はガントレットを奪ったアダム・ウォーロックにより時間を巻き戻されて無かったことにされた。ウォーロックはサノス自身が心の奥底で究極の力の所有者に相応しくないと思っているのでこれまで敗北を繰り返したのだと指摘した。サノスはインフィニティ・ウォッチの1人としてウォーロックに加わり、最初に彼の悪の人格メイガス、次に善の人格ゴッデスを倒す手伝いをした。また「ウォリアー・マッドネス」のソーを解決した。

### その他の冒険
サノスは後に地球のユニバーサル・ライブラリーの知識を含んだロボットを抜き取る任務のため、ヴィランたちを集めてチームを結成し、ギーターを現場指揮官に任命した。サノスはギャラクタスの失敗作であるタイラントとの戦いの際に、ロボットからの情報を利用した。異次元に閉じ込められた際にサノスはカイ・ザーの弟のパーニバル・プランダー、さらにはハルクの助けを得て脱出を試みたが、どちらも失敗した。その後解放されたサノスは宇宙の全生命を滅ぼせるタリズマンを入手するためにマンゴグと手を組んでソーと争い、この戦いの最中にサノスは惑星リジェル3に莫大な被害を与えた。
次にサノスはソーとジーニス・ベルを利用して死神ウォーカーに対抗し、ミストレス・デスに言い寄ろうとするが拒否される。それからサノスは自ら創造した新しい神の種族の主神になる計画を練る。しかしながらサノスはアベンジャーズの元メンバーのマンティスと彼女の息子のクォイに反対される。サノスはミストレス・デスと共にサノスのデスへの愛が原因で深宇宙を異常を起こす「腐敗」を破壊した後にこの計画を破棄した。またサノスは遺伝学を研究し、宇宙中のヒーローとヴィランのクローンを作り上げて自分のDNAを組み合わせた。サノスは後に計画を断念するが、プロフェッサーX、アイアンマン、グラディエーター、ドクター・ストレンジ、ギャラクタスのクローンが生存していた。さらに6人目としてサノスのクローンも存在しており、ソーとカイ・ザーと遭遇した。本物のサノスはアダム・ウォーロック、ガモラ、ピップ・ザ・トロル、スパイダーマン、キャプテン・マーベル、ドクター・ストレンジの協力により残りのクローンを倒した。
アクエンアテンと呼ばれる古代エジプトのファラオがコズミック・パワーの源を利用し、現代の地球を掌握（この過程で地球のヒーローの多くを抹殺）すると、サノスはタイムトラベルして彼を倒す計画を実行する。アクエンアテンを倒したサノスはパワーを使って宇宙を元に戻す。アクエンテンを倒したことによりハートオブユニバースの力を手に入れたサノスは全多元宇宙の全存在を消去するが、それを免れていたアダム・ウォーロックとの対話後に再び元に戻した。
サノスはリジェル3を破壊した償いをすることを決め、ギャラクタスによってそれが消費される前にリジェリアンたちの避難を手伝うことに同意する。この過程でサノスはギャラクタスがインフィニティ・ジェムを集めて自身の永久的な空腹を終わらせようとしていることを知る。サノスは後に、ギャラクタスの餓えはハンガーと呼ばれる宇宙の驚異によって操作されたものであることを知る。サノスの反対にもかかわらずギャラクタスはハンガーを解放し、その意思が明らかになると2人はチームを組んで倒した。
キルン刑務所に向かう途中、サノスはデスと会い、彼女は初めて彼と会話を交わした。デスは求愛するには死以外のものを捧げねばならないと主張する。クリンでサノスは収監されていたスター・ロードとシャイアの戦士グラディエーター、記憶を失っていたビヨンダーと遭遇した。サノスはビヨンダーと戦って心をシャットダウンさせ、死なないまま意識不明状態でいるように仕向けた。さらにサノスは生まれ変わりを防ぐために、このまま永久に生命維持してビヨンダーを保存するようにキルンの職員に告げた。サノスは刑務所から解放されたカオスマイトのスクリートと共にキルンを出発した。その後サノスは元ヘラルド・オブ・ギャラクタスのフォールン・ワンと遭遇する。サノスはフォールンを破り、精神コントロールによって支配下に置いた。

### アナイアレーション
アナイアレーション・ウォーの最中のサノスはヴィランのアニヒラスと同盟を結んでいた。アナイアレーション・ウェーブがキルンを破壊した際、サノスはビヨンダーの様子を探るためにフォールンを送るが、既に力を失っている状態で発見された。フォールンはサノスに報告に戻る前にギャラクタスの古代の敵のうちの2人であるテネンバウスとイージスに遭遇する。サノスはギャラクタスへの復讐のためにアナイアレーション・ウェーブに加わるように2人を説得し、彼らはワールドデバウアーとシルバーサーファーを破った。アニヒラスはパワー・コズミックの秘密を聞き、サノスにギャラクタスを調べるように告げた。サノスはアニヒラスの最終目的がパワー・コズミックを使ってすべての生命を滅ぼし、唯一の生存者となることであると知るとギャラクタスを開放することに決めた。サノスはドラックスにより殺害されるが、その前にアニヒラスを裏切り、シルバーサーファーがギャラクタスを開放できるようにフェイルセーフ装置を設置した。アニヒラスとの最終決戦の最中、ノヴァは死の淵に立たされ、ミストレス・デスと共に居るサノスを目撃する。

### ザ・サノス・インペラティブ
ユニバーサル・チャーチ・オブ・トゥルースによって保護されていた繭の中身は、オブリビオンにとって新しいアバター・オブ・デスに選ばれたサノスであったことが判明する。心を完全に形成される前に復活したサノスは凶行を開始し、ガーディアンズ・オブ・ザ・ギャラクシーによって捕らえられる。サノスはキャンサーバースからの侵攻に対抗するガーディアンズを助ける振りをし、アバター・オブ・ライフを自称していた平行世界のマァ・ベルを殺害する。この件がキャンサーバースの崩壊に繋がり、ガーディアンズのノヴァとスターロードはその世界ごとサノスを破壊するために自らを犠牲にした。

### アベンジャーズ・アッセンブル
サノスは人工のコズミック・キューブを求めて地球へと戻り、犯罪グループゾディアックを結成する。サノスはアベンジャーズとガーディアンズ・オブ・ザ・ギャラクシーによって倒され、エルダー・オブ・ジ・ユニバースによって連れ戻された。

### インフィニティ
アベンジャーズの大半が一時的に地球を離れていることを知ったサノスは地球侵攻を開始した。彼はアッティランへの攻撃を開始し、16歳から22歳までのすべてのインヒューマンズの命を差し出せば見逃すと言う。ブラックボルトはイルミナティにサノスの目的は数年前に誕生したエターナルとインヒューマンの混血の息子のセインを探し出して殺害することであることを伝える。サノスは息子の手によって罠にかけられ、捕らえられた。

## パワーと能力
サノスはタイタンのエターナルズとして知られる超人種の突然変異である。サノスはエターナルズに共通する能力を備えているが、突然変異であるためにより高度化しており、さらにデスにより強化されている。サノスは超人的な腕力、スタミナ、耐久性を持つほか、コズミック・エナジーの吸収及び放出、念力、テレパシー、物質操作を可能としている。サノスはタイタンで戦術訓練を受けており、優れた接近戦闘員である。
サノスは高度科学のほぼ全ての分野での天才であり、現代の地球の科学を遥かに超える技術を有している。サノスは宇宙飛行、フォースフィールド展開、瞬間移動、タイムトラベル、平行世界への移動機能を備えた椅子を愛用している。優れた戦略家としても知られ、「サンクチュアリII」と呼ばれる宇宙船を作戦基地として利用している。
またサノスは作中でさまざまなパワーを持ったアイテムを所持し、自由に能力を使っている。コズミックキューブを装備した際には、多元宇宙規模の現実改変能力を所有し、インフィニティガントレットを装備した際は全知全能となり無限の精神、時間、力、空間、現実、魂を操作できる能力を得ている。

## 他のバージョン
アルティメット・マーベルインプリントの『アルティメット・ファンタスティック・フォー』の世界のサノスはアケローン帝国の支配者であり、ロナン・ジ・アキューザーと呼ばれる息子がいる。
リミテッドシリーズ『アースX』でサノスはデスと共にレアルム・オブ・ザ・デッドに住んでいた。彼の母の正体はスクラルであり、デスはその秘密を利用して母親はデスであると彼に信じさせていた。サノスは嘘を知るとアルティメット・ヌリフィアーを使った。
アース2149を舞台としたリミテッドシリーズ『マーベル・ゾンビーズ2』でのサノスは「ゾンビ化」していたが、コズミック・パワーを得たハルクに殺害される。
1996年に展開されたDCコミックスとマーベルの企業間クロスオーバーであるアマルガム・コミックスではサノスはダークサイドと合体して「サノサイド」となった。

## MCU版
マーベル・シネマティック・ユニバース（MCU）では、主にジョシュ・ブローリンが演じる。ブローリンのほかにも、『アベンジャーズ』ではダミオン・ポワチエが演じ、『ガーディアンズ・オブ・ギャラクシー』及び『アベンジャーズ/エイジ・オブ・ウルトロン』ではショーン・ガンがサノスのモーションキャプチャを担当している。日本語吹替は銀河万丈が担当。

### キャラクター像
「狂えるタイタン星人」として銀河中に知られる「全宇宙の最大の脅威」。突然変異による紫色の肌と傾斜した幅広の両肩、タイタン星人特有の長い四肢などの外見的特徴を持つ。
かつて、自身の故郷である惑星「タイタン」の滅亡を食い止めようとしたが叶わず、それ以来、「資源に限りがある宇宙全体のバランスを保つためには、全宇宙の生命体の半分を消し去ることで生き残った半数の者たちを紛争や飢餓から解き放たせるしかなく、その責任を負う覚悟があるのは自分だけ」という歪んだ愛情と極端な思想を抱き、その完遂のため、「6つのインフィニティ・ストーン」を揃えることに執念を燃やす。
威厳ある佇まいと口調の傍ら、目的のためにはあらゆる犠牲を厭ず、行く先々で虐殺・破壊を繰り返し、かつ養女として迎えたガモーラとネビュラを強力な殺し屋に仕立て上げるために2人へ過酷な戦闘訓練を課し、幾多の補強まで施すなど冷酷無比な性格である。ネビュラに対しては訓練に負け続けていたことから彼女を道具扱いする残忍な描写が多い一方で、任務を果たした部下の死を悼んだり、「ソウル・ストーン」を手にするためにガモーラを犠牲にする必要があることを察すると、苦しい表情を見せて涙を流すなど、一切の感情を捨てているというわけではない。
地球暦2012年と2014年には、結託したロキやロナン・ジ・アキューザーにインフィニティ・ストーンの探索・入手を指示したが、彼らが活動に失敗すると、後述の「インフィニティ・ガントレット」を手に入れ、自ら全てのストーンを回収するべく動き出した。

### 『ホワット・イフ...?』版
サノス（アース21818）
“アース21818”におけるサノス。かつては“虐殺”ではなく「無作為で効率的な」解決策として、正史のサノスと同様に「宇宙の半分の生命を消し去れば全宇宙は平和になる」という思想を持っていたが、ティ・チャラ/スター・ロードに諭されてその考えを改め、“ラヴェジャーズ”に加わると共に、普段は庭師として暮らしていることが言及されており、養女であるネビュラとは、前述の思想に基づいた計画を現在でも「悪くない」と言い切る姿勢を呆れられているものの、力を合わせて活動することもあるほど義理の父娘としての仲を築いている。また、基本的な佇まいに加えて、「Mad （無謀）」と自称する行動に出るくらいに正史のサノスと同等の一面も見せる。
サノス（アース89521）
“アース89521”におけるサノス。正史のサノスと同様に、インフィニティ・ストーンを揃えるために活動していたが、“量子ウイルス”によってゾンビと化した。
サノス（アース29929）
“アース29929”におけるサノス。正史のサノスと同様に、インフィニティ・ストーンを揃えるために活動している。
サノス（アース838）
“アース838”におけるサノス。正史のサノスと同様に、インフィニティ・ストーンを揃えるために活動している。

### 能力
驚異的な怪力を持つハルクを上回るほどの無限に近い力と、多数の超人ヒーローを立て続けに相手取っても互角以上に渡り合って一蹴するほどの格闘戦能力、インフィニティ・ストーンを素手で掴み、流れ込んできたストーンのエネルギーに苦しみつつも耐えるほどの頑強さをその巨体に有しており、“ブラック・オーダー”らを従わせられるほど狡猾さとカリスマ性も非常に長けている。

### 武装
鎧兜
サノスが常時装着している金色の防具。数種類のものを有しているようで、所々に細かい傷跡が散見される。鎧の下には、高襟付きの黄金色のチェストプレートが付いたノースリーブと、タイタン文化で一般的な幾何学模様が施されたベルトなどをインナーとして着用している。
サノスは「ステイツマン」を襲撃した際に、「スペース・ストーン」をインフィニティ・ガントレットへ納める直前にこの鎧兜を脱ぎ捨ててインナー姿となり、後に彼が隠遁生活をはじめた惑星「0259-S」の草原の一角に、かかしを形作るように放置される。
後に「アベンジャーズ」が「タイム泥棒」を実行した際に登場する2014年時のサノスは、終始この鎧兜に身を包み活動するが、ワンダ・マキシモフ/スカーレット・ウィッチとの接戦において相手の念動力で半壊される。
インフィニティ・ガントレット（Infinity Gauntlet）
インフィニティ・ストーンの力を最大限に発揮できる左手用の金色のグローブ。サノスの依頼を受けた惑星「ニダベリア」の「ドワーフ」たちが作成したもので、材質は「アスガルド」の武器にも使われている金属「ウル」であり、非常に強靭なものに作られている。全体的にドワーフ族風の分割模様の装飾が刻まれ、各指の付け根部分と手の甲に6つのストーンを収容する穴があり、ガントレットをはめた左手を閉じることで埋め込んだそれぞれのストーンの力を自在に使用できる。また、ストーンが発する強大なパワーを制御するため、ガントレット自体もストーンを埋め込むと、その直後にストーンの力が装着者に流れ込み、常人ではその衝撃に耐えるのは困難である。6つ全てのストーンを埋め込むと、ガントレットをはめた指を鳴らすだけで全てのストーンの力を同時に発動させ、全宇宙の半分の生命を消すことができる。
サノスが地球で6つのストーンを収容して指を鳴らすと、ガントレットはストーンのエネルギーによってサノスの左半身と共に焼けただれ、同時に彼の左手に癒着してしまったからか、サノスはガーデンでもこのガントレットをはめたまま暮らしていた。
かつてアスガルドの武器庫に右手用の物が置かれていたが、ヘラによってそれはレプリカであったと語られた。
デュアルブレード
サノスの愛刀であり、戦闘や相手への恫喝に行使される金色の大剣。特徴的な文様が刻まれた巨大な刃は、その硬度にサノスの腕力も相まって、一振りでスティーブ・ロジャース/キャプテン・アメリカが愛用する「キャプテン・アメリカの盾」を半壊させるほどの攻撃力を有しており、投げつけるとブーメランのようにサノスの手元に戻って来ることから投擲武器としても使用可能で、プロペラのように高速回転させて相手からの光線などを防ぐ盾のようにも行使される。
現代のサノスが駆使する場面は無かったが、2023年にタイムトラベルして来た2014年のサノスはアベンジャーズとの最終決戦でこの武器を振るって多くのヒーローたちと激闘を繰り広げ、その最中にワンダの念動力で片刃を若干割り砕かれるも、最後には敵側の6つのストーンの返還を防ぐために、「量子トンネル」に投げつけられて命中し、爆発させた。
このほかにもサノスは、部下であるコーヴァス・グレイヴの槍斧を使用しており、2014年からタイムトラベルして来たサノスはソーの「ストームブレイカー」や、素手で「パワー・ストーン」も行使しており、アベンジャーズが自分たちで「スナップ」を行うために開発した「ナノ・ガントレット」も装備した。

### 各作品での描写
『アベンジャーズ』
本作のミッド・クレジット・シーンでMCU初登場。
ロキとチタウリを地球へ侵攻させた黒幕としての役割だが、本編には直接姿を現さず、地球での“ニューヨーク決戦”の直後に、ロキと“チタウリ”が敗北し、地球にも超人が存在することをジ・アザーから知らされると、邪な笑みを見せる。
『ガーディアンズ・オブ・ギャラクシー』
本作では、ロナンにパワー・ストーンを内包する“オーブ”を回収させる代わりに惑星“ザンダー”を滅ぼすという盟約を結ぶと共に、ガモーラとネビュラとの繋がりもはじめて明言される。
“キルン刑務所”に収監されたガモーラについて、ロナンを“サンクチュアリ”に呼び寄せ、彼の不遜な態度と、ガモーラの件を糾弾し、再びチャンスを与えて、オーブ奪還を催促した。しかし、ロナンがストーンを手にすると彼に裏切られて怒りを露わにするも、この場面で本作での出番を終える。
『アベンジャーズ/エイジ・オブ・ウルトロン』
本作でも本編には関与せず、ミッド・クレジット・シーンのみに登場する。
ニダベリアの工房と思しき場所で、完成したインフィニティ・ガントレットを左手にはめて自ら動き出すことを決意する。
『アベンジャーズ/インフィニティ・ウォー』
本作で遂にメインヴィランとして登場。全宇宙の人口を半分に減らすため、ブラック・オーダーらと共に宇宙中を渡るが、それに加えて物語の真の主役という存在感も醸し出す。また、ロキがかつて自らの死を装っていたことや、トニー・スターク/アイアンマンの名を知っていることから、インフィニティ・ストーンが関与してきたこれまでの事件や戦闘を何らかの方法で認知していたことも示唆される。
ザンダーでパワー・ストーンを強奪したことを皮切りに、地球へ航行していたステイツマンを襲撃し、乗船していたアスガルド人を半滅させ、ソーとハルクを完膚無きまで叩きのめして、スペース・ストーンを奪取すると、ロキまで手にかけ、ステイツマンを大破させて撤退。
続いて採掘コロニーの“ノーウェア”でも、タニリーア・ティヴァン/コレクターから“リアリティ・ストーン”を容易く入手し、奇襲してきた“ガーディアンズ・オブ・ギャラクシー”をストーンの力を駆使して返り討ちにし、ガモーラを拐ってガーディアンズの前から姿を消す。
“サンクチュアリII”で憎しみの情をぶつけられながらも、ガモーラにネビュラを苦しめる光景を見せつけてソウル・ストーンの在処を白状させ、ガモーラを同伴してヴォーミアに赴き、ヨハン・シュミット/レッドスカルからソウル・ストーンの入手方法を聞かされると、苦しみながらもガモーラを犠牲にしてストーンを手に入れた。
そしてタイタンへワープし、待ち構えていたヒーローたちの連携でガントレットを奪われかけるも、ピーター・クイル/スター・ロードの乱心を機に形成逆転。各ストーンの力でヒーローたちをあしらって、スティーヴン・ストレンジ/ドクター・ストレンジが差し出した“タイム・ストーン”を得て地球の“ワカンダ”にワープし、そこでもヒーローたちをストーンの力で歯牙にも掛けず、タイム・ストーンの力で一度破壊された“マインド・ストーン”をヴィジョンごと復元すると、彼からストーンを剥ぎ取って6個全てのストーンを手中に収めた。その直後にソーの奇襲を受けるも、彼の油断を突いて指をはじき、全宇宙の生命の半分を塵に変えて消滅させる“デシメーション”を成功させた。
消滅を免れて残された者たちが愕然とする中で、0259-Sへとワープした自身は、現地の肋小屋で使命を果たしたことに満悦の顔を浮かべる。
『アベンジャーズ/エンドゲーム』
本作では、現代のサノスと2014年時双方のサノスが登場する。前者はデシメーションを果たし、ガーデンで隠遁生活を営む農夫のような風貌で現れ、後者はメインヴィランとして6つのインフィニティ・ストーンを巡りアベンジャーズに挑む。特に後者は、最終決戦時に元来の野望を自分の悦楽のためにも成し遂げると宣言したり、自身の劣勢を覆す目的で多数の配下も散在している戦地一帯を爆撃させるなど、凶悪な存在として描写される。
デシメーション後、インフィニティ・ストーンを破棄し、22日もの間0259-Sで果実の収穫や自炊に明け暮れていたところ、消滅を免れたヒーローたちの急襲を受けて取り押さえられて左腕を切断されるが、使命を果たしたことで彼らの攻撃や糾弾には無抵抗で6つのストーンを破棄したことを打ち明け、ネビュラにこれまでの仕打ちを謝罪するも、怒ったソーに首を撥ねられて絶命する。
アベンジャーズがタイム泥棒を実行し、彼らのタイムトラベル先の一つとして向かった2014年では、当時のガモーラとネビュラにオーブ入手のため、 ロナンの元へ向かわせようとしていた。だが、ネビュラが突然苦しみ始めると、彼女の記憶ファイルを検索させ、この時代に未来のネビュラがアベンジャーズに加勢しタイムトラベルしてきたこと、そして自身が未来でデシメーションを果たした末に首を撥ねられたことを知り、惑星“モラグ”へ赴いてネビュラ（2023年時）を捕らえた。
そしてネビュラ（2014年時）が未来の自身から取り上げた”ピム粒子”と“タイムスペースGPS”を提出されると、消滅した全生命の復活をさせようとするアベンジャーズを抹殺するために、ネビュラ（2014年時）が2023年へタイムトラベルさせてアベンジャーズに潜り込ませ、エボニー・マウに自身らのタイムトラベルのためにピム粒子とタイムスペースGPSを研究・増産させた。
そして自身らの準備とネビュラ（2014年時）の手引きにより、サンクチュアリIIで2023年の“アベンジャーズ・コンパウンド”へタイムトラベルし、コンパウンド一帯を爆撃させ、戻ってきたネビュラ（2014年時）を6つのストーンの回収に向かわせると、待機する自身の前に現れたトニー、 スティーブ、ソーの3人に6つのストーンで全宇宙を原始レベルにまで破壊し、その上で造り直すと宣言。白兵戦に突入すると、インフィニティ・ストーンが無くともトニーたち3人と互角以上に渡り合うほどの実力を見せつけ、ブラック・オーダーをはじめとする自身の群勢を全員召喚。同時に復活したアベンジャーズ及び彼らと所縁ある戦士たちが戦地に駆けつけると大乱闘を勃発させる。
その最中に自身は、ワンダによって窮地に陥ったり、ペッパー・ポッツ/レスキュー・ホープ・ヴァン・ダイン/ワスプ・シュリの連携攻撃に吹き飛んだり、キャロル・ダンヴァース/キャプテン・マーベルに直接攻撃が通用しなかったりと追い込まれかけたこともあったが、前述の爆撃やパワー・ストーンの力などで相手をあしらい、抵抗してきたトニーの前で遂に6つのストーンが収まったナノ・ガントレットをはめて「私は絶対なのだ」と嘯きながらスナップを敢行した。しかしその直前のトニーとのガントレットの奪い合いで、彼に6つのストーンは全て奪還されていたためデシメーションは起こらず、逆に6つのストーンの力を使ったトニーのスナップによって自身の群勢は全て塵と化し消滅。残った自身もその場に腰掛け、塵となって消滅する最期を遂げる。
『ホワット・イフ...?』
シーズン1
第2話
アース21818におけるサノスが登場。
2008年の惑星“コントラクシア”にネビュラと2人で来訪し、酒場に現れると、ティ・チャラたちラヴェジャーズに合流し、酒を酌み交わしながらティ・チャラに諭されてかつての思想を考え直して庭師になったと一同に話した後、タニリーア・ティヴァン/コレクターから“エンバーズ・オブ・ジェネシス”を盗むためのミーティングを行った。
ティ・チャラの意を受けて、皆でエンバーズを入手する作戦のためにティヴァンが居住する惑星“ “ノーウェア”に向かい、自身はティヴァンに仕えるブラック・オーダーの気をそらす囮役としてコラスとトラブルを装うために乱闘騒ぎを起こし、プロキシマ・ミッドナイトにその場を収められると、ヨンドゥ・ウドンタたちと共に投獄されるが、ティ・チャラや自分たちを裏切ったふりをしてエンバーズを入手したネビュラに解放されて脱獄。追って来るプロキシマとカル・オブシディアンを足止めすべく単身捨て身で両者に戦いを挑み、善戦した後に追い詰められるも、ネビュラがエンバーズを使ってプロキシマらを打倒。急成長する数本の巨大な蔓から逃れて“マンデラ号”に飛び乗り、乗り遅れかけたネビュラも引き上げて皆と脱出に成功した。
その事後に、地球の“ワカンダ”への帰還を決意したティ・チャラに同伴してワカンダを訪問。開かれた会食でオコエと人口論について議論し、ネビュラから呆れられる。
第5話
アース89521におけるサノスが物語のラストシーンにマインド・ストーン以外のストーンを揃えながらも既にゾンビ化した姿で登場。ティ・チャラ/ブラックパンサー、ピーター・パーカー/スパイダーマン、スコット・ラングが目指すワカンダで、大勢のゾンビと共に邪な笑みを浮かべながら待ち受ける。
第8話
アース29929におけるサノスが物語の前半にマインド・ストーン以外のストーンを揃えた状態で登場。スペース・ストーンの力で“アベンジャーズ・タワー”にワープし、すぐさま出会したウルトロンと対峙するが、相手が放ったエネルギービームで身体を左右真っ二つに切断されて死亡し、ストーンも奪われる。
『エターナルズ』では直接登場しないものの、彼の弟を自称するエロス/スターフォックスがポスト・クレジットシーンに登場した。
『ドクター・ストレンジ/マルチバース・オブ・マッドネス』
アース838におけるサノスが回想シーンのワンカットにのみ登場。タイム・ストーンとマインド・ストーン以外のストーンを揃えたが、タイタンにおいて、“イルミナティ”と戦って敗れ、片刃が折れたデュアルブレードが胴体に刺さった状態で横たわっていた姿が描写される。

## 他のメディア

### テレビ
- テレビアニメ『Silver Surfer』ではゲイリー・クラウフォードがサノスの声を務めた。フォックスの放送基準により、サノスはデスではなく、カオスの具現化存在であるレディ・カオスの崇拝者として描かれた[62]。
- 『The Super Hero Squad Show』の第1シーズンではスティーヴン・ブルーム、第2シーズンではジム・カミングスがサノスの声を務めた。
- 『アベンジャーズ・アッセンブル』[63]ではレッドスカルの黒幕として登場した。日本語吹き替え版では藤原貴弘がサノスの声を当てた。

### テレビゲーム
- カプコンの『マーヴル・スーパーヒーローズ』および『MARVEL VS. CAPCOM 2 NEW AGE OF HEROES』で登場し、アンドリュー・ジャクソン（英語版）が声を務めた。また、『マーヴルスーパーヒーローズ ウォーオブザジェム』にも登場した。『マーベル VS. カプコン:インフィニット』にも登場し、アイザック・C・シングルトン・Jr.（英語版）が声を務めた。
- 『Marvel Super Hero Squad: The Infinity Gauntlet』（声：ジム・カミングス）では操作可能キャラクターとして登場した。
- 『MARVEL ULTIMATE ALLIANCE』でサノスがカメオ出演した。
- 『Marvel: Avengers Alliance』では13番目の特別ミッションでサノスが登場した。
- 『Marvel Pinball』のインフィニティ・ガントレットのテーブルでサノスが登場し、アイザック・C・シングルトン・Jr.が声を務めた。
- 『LEGO マーベル スーパー・ヒーローズ ザ・ゲーム』ではダウンロードコンテンツキャラクターとしてサノスが登場した[64]。
- 『Marvel Super Hero Squad Online』では操作可能キャラクターとして登場した。
- 『LEGO マーベル スーパー・ヒーローズ 2 ザ・ゲーム』ではダウンロードコンテンツキャラクターおよびミッションパックが登場した。
- 『MARVEL ULTIMATE ALLIANCE 3: The Black Order』ではメインヴィランとして登場する。
- フォートナイト - アイテムショップにて入手可能キャラクターとして登場[65]。

## コレクテッド・エディション
| タイトル                                                      | 収録内容 | ページ数 | 発行日     | ISBN                   |
| ------------------------------------------------------------- | --- | -------- | ---------- | ---------------------- |
| The Life of Captain Marvel                                    | Iron Man #55, Captain Marvel #25-34, Marvel Feature #12                                                            |          | 1991年     | ISBN 0-87135-635-X     |
| Essential Avengers: Volume 6                                  | Captain Marvel #33; The Avengers #125, 135、他                                                                     | 576      | 2008年2月  | ISBN 0-7851-3058-6     |
| The Greatest Battles of the Avengers                          | Avengers Annual #7、他                                                                                             | 156      | 1993年12月 | ISBN 0-87135-981-2     |
| Essential Marvel Two-in-One: Volume 2                         | Marvel Two-in-One Annual #2、他                                                                                    | 568      | 2007年7月  | ISBN 0-7851-2698-8     |
| Marvel Masterworks Captain Marvel: Volume 3                   | Captain Marvel #22-33, Iron Man #55、他                                                                            | 288      | 2008年4月  | ISBN 0-7851-3015-2     |
| Marvel Masterworks Warlock: Volume 2                          | Warlock #9-11, 15; Avengers Annual #7; Marvel Two-in-One Annual #2、他                                             | 320      | 2009年6月  | ISBN 0-7851-3511-1     |
| The Death of Captain Marvel                                   | Captain Marvel #34, Marvel Spotlight #1-2, Marvel Graphic Novel #1                                                 | 128      | 2010年6月  | ISBN 0-7851-4627-X     |
| Silver Surfer: Rebirth of Thanos                              | Silver Surfer #34-38; The Thanos Quest; Logan's Run #6の「The Final Flower!」                                      | 224      | 2006年4月  | ISBN 0-7851-2046-7     |
| Infinity Gauntlet                                             | Infinity Gauntlet                                                                                                  | 256      | 2000年3月  | ISBN 0-87135-944-8     |
| Infinity War                                                  | Infinity War; Warlock and the Infinity Watch #7-10; Marvel Comics Presents #108-111                                | 400      | 2006年4月  | ISBN 0-7851-2105-6     |
| Infinity Crusade Volume 1                                     | Infinity Crusade #1-3, Warlock Chronicles #1-3, Warlock and the Infinity Watch #18-19                              | 248      | 2008年12月 | ISBN 0-7851-3127-2     |
| Infinity Crusade Volume 2                                     | Infinity Crusade #4-6, Warlock Chronicles #4-5, Warlock and the Infinity Watch #20-22                              | 248      | 2009年2月  | ISBN 0-7851-3128-0     |
| Thor: Blood and Thunder                                       | Thor #468-471, Silver Surfer #86-88, Warlock Chronicles #6-8, Warlock and the Infinity Watch #23-25                | 336      | 2011年7月  | ISBN 978-0-7851-5094-7 |
| DC versus Marvel Comics                                       | DC vs. Marvel, Doctor Strangefate #1                                                                               | 163      | 1996年9月  | ISBN 1-56389-294-4     |
| Ka-Zar by Mark Waid and Andy Kubert: Volume 1                 | Ka-Zar #1-7, Tales of the Marvel Universe #1                                                                       | 208      | 2011年1月  | ISBN 978-0-7851-4353-6 |
| Ka-Zar by Mark Waid and Andy Kubert: Volume 2                 | Ka-Zar #8-14, Annual '97                                                                                           | 216      | 2011年3月  | ISBN 978-0-7851-5992-6 |
| Deadpool Classic: Volume 5                                    | Deadpool #26-33, Baby's First Deadpool, Deadpool Team-Up #1                                                        | 272      | 2011年6月  | ISBN 978-0-7851-5519-5 |
| The Mighty Thor by Dan Jurgens and John Romita, Jr.: Volume 4 | Thor vol. 2 #18-25, Annual 2000                                                                                    | 256      | 2010年11月 | ISBN 978-0-7851-4927-9 |
| Infinity Abyss                                                | Infinity Abyss | 176      | 2003年     | ISBN 0-7851-0985-4     |
| Thanos: The End                                               | Marvel: The End | 160      | 2004年5月  | ISBN 0-7851-1116-6     |
| Thanos: Epiphany                                              | Thanos #1-6 | 144      | 2004年6月  | ISBN 0-7851-1355-X     |
| Thanos: Samaritan                                             | Thanos #7-12 | 144      | 2004年10月 | ISBN 0-7851-1540-4     |
| Annihilation: Volume 1                                        | Drax the Destroyer, Annihilation: Prologue, Annihilation: Nova                                                     | 256      | 2007年10月 | ISBN 0-7851-2901-4     |
| Annihilation: Volume 2                                        | Annihilation: Ronan, Annihilation: Silver Surfer, Annihilation: Super-Skrull                                       | 320      | 2007年11月 | ISBN 0-7851-2902-2     |
| Annihilation: Volume 3                                        | Annihilation: The Nova Corps Files, Annihilation, Annihilation: Heralds of Galactus                                | 304      | 2007年12月 | ISBN 0-7851-2903-0     |
| The Thanos Imperative                                         | The Thanos Imperative #1-6, The Thanos Imperative: Ignition, The Thanos Imperative: Devastation, Thanos Sourcebook | 248      | 2011年2月  | ISBN 0-7851-5183-4     |

## 日本語版
| タイトル         | 収録内容                                                                  | ページ数 | 発行日        | ISBN                |
| ---------------- | ------------------------------------------------------------------------- | -------- | ------------- | ------------------- |
| マーヴルクロス 1 | Infinity Gauntlet #1, X-Men vol.2 #30, The Silver Surfer vol. 4 #1        |          | 1996年4月18日 | ISBN 978-4796840811 |
| マーヴルクロス 2 | Infinity Gauntlet #2, The Uncanny X-Men #316, The Silver Surfer vol. 4 #1 | 126      | 1996年5月17日 | ISBN 978-4796840811 |
| マーヴルクロス 3 | Infinity Gauntlet #3, X-Men vol.2 #36, Captain America #255               | 127      | 1996年6月20日 | ISBN 978-4796840835 |
| マーヴルクロス 4 | Infinity Gauntlet #4, The Uncanny X-Men #317, Mission:Impossible #1       | 127      | 1996年7月19日 | ISBN 978-4796840842 |
| マーヴルクロス 5 | Infinity Gauntlet #5, X-Men vol.2 #37, The Uncanny X-Men #318             |          | 1996年8月20日 | ISBN 978-4796840859 |
| マーヴルクロス 6 | Generation X #1, Infinity Gauntlet #6, The Uncanny X-Men #320             |          | 1996年10月1日 | ISBN 978-4796840866 |
| DCvsマーヴル     | DC vs. Marvel, Doctor Strangefate #1                                      | 180      | 2003年11月    | ISBN 978-4902314076 |